# Зимова Універсіада 1987
Зимова Універсіада 1987 — XIII зимова Універсіада. Проводилася у озера Штрбсьбке-Плесо біля села Штрбе Попрадського округу Пряшівського краю Словаччини в 1987 році.

## Медальний залік
| Місце  | Країна         | Золото | Срібло | Бронза | Загалом |
| ------ | -------------- | ------ | ------ | ------ | ------- |
| 1      | Чехословаччина | 17     | 7      | 5      | 29      |
| 2      | СРСР           | 6      | 8      | 4      | 18      |
| 3      | Австрія        | 1      | 2      | 0      | 3       |
| 4      | Болгарія       | 1      | 2      | 0      | 3       |
| 5      | Югославія      | 0      | 1      | 6      | 7       |
| 5      | США            | 0      | 1      | 6      | 7       |
| 7      | НДР            | 0      | 1      | 2      | 3       |
| 8      | Швейцарія      | 0      | 1      | 1      | 2       |
| 9      | Італія         | 0      | 1      | 0      | 1       |
| 9      | Японія         | 0      | 1      | 0      | 1       |
| 11     | Канада         | 0      | 0      | 1      | 1       |
| 11     | Польща         | 0      | 0      | 1      | 1       |
| Всього | Всього         | 25     | 25     | 26     | 76      |

## Хокей
Переможцями турніру з хокею на Універсіаді 1987 стала збірна Чехословаччини. Вона виступала у складі: воротарі Л. Блажек, В. Хамал; захисники Я. Тараба, Р. Свобода. М. Стршіда, М. Мурін, М. Бенішек, Ф. Поспішил; нападники В. Дорнич, С. Горанский, П. Фіала, Я. Тлачил, Р. Тоупал, Ю. Юрік, Т. Сршень, Р. Крон, Т. Капуста, Р. Сікора, М. Кастнер, З. Війта; тренери В. Юстра, Б. Брунцлік.